# Petalonyx crenatus
Petalonyx crenatus là một loài thực vật có hoa trong họ Loasaceae. Loài này được A. Gray ex S. Watson miêu tả khoa học đầu tiên năm 1882.